# أنتونوف أن-8
أنتونوف أن-8 (بالإنجليزية: Antonov An-8)‏ هي طائرة نقل عسكري بمحركين أنتجت في أوكرانيا. من صناعة أنتونوف. كانت تستخدم بشكل أساسي من قبل القوات الجوية السوفيتية. كان أول طيران لها في 11 فبراير 1956. انتهت خدمتها في 2004. صنع منها 151 طائرة.

## المستخدمون
- القوات الجوية السوفيتية
- إيروفلوت